# Dolmen von Gabaudet

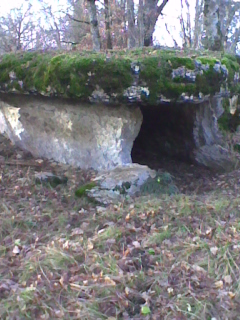
Dolmen von Gabaudet

Die Dolmen von Gabaudet 1 + 2 (auch Dolmen de la Devèze genannt) liegen zwischen Touleyrou und Gabaudet bei Issendolus (auch Aissendolús) im District Fijac im Département Lot in Südfrankreich. Dolmen ist in Frankreich der Oberbegriff für Megalithanlagen aller Art (siehe: Französische Nomenklatur).
Die beiden von Eichen umgebenen einfachen Dolmen (französisch Dolmen simple) von Gabaudet liegen etwa 300 m voneinander entfernt. Der größere Dolmen, Issendolus 2, beginnt sich zur Seite zu lehnen.
Es besteht baulich große Ähnlichkeit mit einigen anderen Dolmen im Département Lot, insbesondere dem Table de Roux von Assier.
In der Nähe liegen der Dolmen de la Pierre Martine und der Dolmen de la Pierre Levée (Issendolus).